# Chapelle des Jésuites de Metz
Pour les articles homonymes, voir Chapelle des Jésuites.
La chapelle des Jésuites est un ancien édifice religieux catholique situé à Metz, en France. Construite et consacrée en 1851 pour les services pastoraux des Jésuites de la résidence voisine elle passe entre les mains des Pères Carmes en 1861. Le bâtiment est aujourd'hui utilisé comme salle de concerts. 

## Histoire
En 1839, les jésuites ouvrent une petite résidence à la rue des Trinitaires. Pour y exercer leurs ministères traditionnels de prédications et retraites ils construisent une chapelle publique qui est consacrée en 1851 par Mgr Paul Dupont des Loges, évêque de Metz. Cependant lorsque le collège Saint-Augustin est fondé, la résidence perd de son importance. Elle est cédée aux Pères Carmes de Paris qui y établissent un couvent en 1861. 
L’église est alors nommée chapelle des Carmes. C’est un bâtiment de style néogothique comme le cloître y attenant, tous deux construits (ou reconstruite pour la chapelle) à partir de 1894.

## Aujourd'hui
Transformée en salle de concert, jouxtant l’ancien cloître devenu les Trinitaires, une salle de jazz réputée, la chapelle des Jésuites fut nommée quelques années salle Robert-Ochs, puis est redevenue la Chapelle, une fois rénovée, en 2006. Il s'agit de la salle de concert la plus importante du "complexe" des Trinitaires, pouvant accueillir plus de 100 personnes.